# پای هستینگز
جولیان فردریک گوردون «پای» هستینگز (زاده ۲۱ ژانویه ۱۹۴۷) یک موسیقیدان بریتانیایی است. او که در اسکاتلند متولد و در کانتربری، کنت بزرگ شده است، گیتاریست و خواننده گروه موسیقی صحنه‌ای کانتربری، کاروان و برادر جیمی هستینگز است.